# Ju.Vi. Cremona Basket 1952
La Ju-Vi Cremona 1952 è una società di pallacanestro di Cremona. Fondata nel 1952 presso l'Oratorio di San Luca a Cremona da un gruppo di giovani guidati da Mario Radi - pioniere della pallacanestro cremonese a cui la città ha intitolato il Palazzetto dello Sport - la Ju-Vi deve il suo nome al motto latino "juventute et viribus", con la gioventù e con la forza.
Il 2 luglio 2009 la Ju-Vi cede i diritti della Serie A Dilettanti alla neonata società Brescia Basket Leonessa a seguito della fusione con la Triboldi Soresina, mantenendo il nome soltanto per le attività a livello giovanile.
Nel 2015 il Gruppo Ferraroni rileva il marchio Ju-Vi per far rinascere lo storico club cremonese; nel 2021 la Ferraroni Ju-Vi Cremona ottiene la promozione in Serie A2, miglior risultato nella storia della società, nell'anno del 70º anniversario della fondazione.

## Storia

### I primi anni del Gruppo Sportivo Juventute et Viribus (1952-1969)
Il Gruppo Sportivo Juventute et Viribus, abbreviato Ju-Vi, viene fondato nel 1952 presso l’oratorio di San Luca a Cremona con l’obiettivo di creare formazioni in grado di gareggiare contro avversari di altre società sportive cittadine. La maglia da gioco è amaranto con i bordini gialli. I soci fondatori sono Mario Radi, Gianfranco Colace, Luigi Rinaldi, Giovanni Amadasi, Livio Peruzzi, Dario Grignani, Gianfranco Tonelli, Alessandro Guarneri, Alessandro Ronca e Gianluigi Zambelloni.
Nella stagione 1952-53 la Ju-Vi prende parte per la prima volta ad un torneo ufficiale di pallacanestro del C.S.I. con la squadra Juniores, piazzandosi al secondo posto nazionale dietro La Torre Reggio Emilia. 
Gli altri sport di cui è composta la Ju-Vi sono calcio, pallavolo, atletica leggera, corsa campestre, bocce, tennistavolo; al termine della stagione 1954-55, i risultati di queste discipline permetteranno alla Ju-Vi di classificarsi 4a assoluta tra le società sportive a livello italiano.
Nel 1954 la squadra di basket riceve la sovvenzione del negozio “Fulmine delle Calze” cambiando nome in Ju-Vi Fulmine: è il primo caso di sponsorizzazione per la Ju-Vi, che successivamente modificherà più volte il proprio nome e i propri colori sociali in funzione dello sponsor. Nello stesso anno, viene effettuata la registrazione alla F.I.P. con iscrizione al campionato di Prima Divisione.
Nelle stagioni 1957-58 e 1958-59, la Ju-Vi partecipa al campionato della F.I.P. di Promozione con la nuova denominazione di Ju-Vi China Binda, con cui esordirà l’11 giugno 1958 nella nuova Palestra Spettacolo di via Postumia. Nel 1961, la selezione che partecipa alla categoria “ragazzi” del C.S.I. si classifica 2ª nel campionato nazionale. 
Il campionato di Promozione 1961-62 vede la Ju-Vi compiere una cavalcata inarrestabile fino al conseguimento del 2º posto e la conseguente promozione in Serie B, riportando alla ribalta nazionale la pallacanestro cremonese. Nell’anno successivo viene raggiunta la salvezza, ma al termine della stagione si apre un periodo di crisi che porta la Ju-Vi a cambiare nome in Pallacanestro Cremona e adottare i colori grigiorossi. Tra molte difficoltà, l’annata termina con la retrocessione in Serie C e soltanto nel 1965 la Ju-Vi tornerà a partecipare alle competizioni federali per l’ultima stagione da allenatore della prima squadra di Mario Radi.
Nel 1966-67 la Ju-Vi viene ammessa al campionato di Serie D ed è sostenuta dalla Vergani Spa, azienda dolciaria del territorio, che darà il nome alla squadra per le 2 stagioni successive; al primo tentativo, i biancorossi ottengono la promozione in C, categoria che manterranno fino al 1971.

### La Ju-Vi CBM (1969-1975)
(Carlo Busatti)
All’inizio della stagione 1969-70, la Ju-Vi è alla ricerca dei fondi necessari per disputare il campionato di Serie C. Il 28 ottobre 1969, Carlo Busatti, titolare delle Officine Metalmeccaniche CBM di Torre de’ Picenardi, annuncia di aver completato l’abbinamento per la sponsorizzazione del club juvino, che diventa giallo-blu e si chiamerà Ju-Vi CBM, un nome che è rimasto nella memoria di tantissimi appassionati cremonesi.
Nel primo anno di gestione Busatti, la Ju-Vi fatica ad imporsi nella categoria ma grazie ad una vittoria a fine campionato contro Basket Genova per 65-63 sembra aver ottenuto almeno la salvezza. Il 5 aprile, tuttavia, la Federazione informa che il risultato di questa partita non è stato omologato a causa di un errore di trascrizione dell’ufficiale di campo genovese addetto alla compilazione del referto: la Ju-Vi CBM risulta vincente nella tabella del risultato progressivo, ma il punteggio è invertito nella casella riassuntiva del referto. Questa paradossale situazione si ritorce contro la Ju-Vi, condannata alla sconfitta e di conseguenza alla retrocessione in Serie D.
Le difficoltà economiche della Europhon Lodi, però, permettono dapprima alla Ju-Vi di acquisire i cartellini dei loro giocatori e successivamente di ottenere il diritto sportivo alla Serie C per la stagione 1970-71.
Una cavalcata travolgente proietta i giallo-blu al primo posto al termine della stagione regolare, a pari punti con l’Alpe Bergamo. Sarà necessario uno spareggio in campo neutro, disputato alla Misericordia di Venezia (vecchia basilica sconsacrata), in cui al grido di “Bombe, sangue, CBM” gli oltre 1000 tifosi cremonesi sospingono la Ju-Vi alla vittoria per 62-59 e alla promozione in Serie B.
L’entusiasmo dei cremonesi cresce intorno alla neopromossa Ju-Vi CBM; il roster viene rinnovato e i nuovi giovani giocatori ottengono una tranquilla salvezza confermando la categoria. Nella stagione 1972-73, il gruppo - che ha un’età media di 18 anni - infiamma il pubblico di Cremona, che in occasione della vittoria in campionato contro la Ivlas Vigevano (51-48) riempie la Palestra Spettacolo con oltre 1700 persone. Il patron Busatti, allora, sollecita l’amministrazione comunale per ampliare l’impianto di via Postumia estendendolo a 3500 persone. 
Nel 1973-74 la Ju-Vi CBM prende parte al terzo campionato di Serie B e a fine stagione si prospetta il salto di categoria: nonostante un piazzamento a metà classifica, sembra possibile un ripescaggio a tavolino in Serie A. L’8 aprile 1974 viene annunciato il nuovo allenatore Mario De Sisti, già tecnico delle nazionali e da 3 anni ai rivali di Vigevano, con il compito di costruire una squadra per la A. Il 28 giugno, però, la commissione federale rigetta la domanda di promozione per discutibili criteri geopolitici lasciando la Ju-Vi nel campionato di Serie B. 
La stagione 1974-75 vede la squadra di coach De Sisti, affiancato da Renzo Righi nel ruolo di assistente, affrontare un’annata di trionfi fino alla partita decisiva del 1º giugno 1975, nell’ultima giornata del campionato. Si gioca alla Palestra Spettacolo contro il Patriarca Gorizia: se la Ju-Vi CBM vince, guadagna il diritto di disputare uno spareggio finale proprio contro i friulani per l’ascesa alla Serie A nazionale. Nonostante un pubblico delle grandi occasioni, Gorizia batte la Ju-Vi per 72-70 e si aggiudica il diritto alla massima serie italiana. 
Il 9 giugno, il presidente Carlo Busatti diffonde un comunicato che annuncia la cessione di tutti i tesserati della prima squadra alla Pinti Inox Brescia, sancendo la fine dell’era Ju-Vi CBM.

### Dalla Juvi '96 alla Ferraroni Ju-Vi Cremona
Nel 1996, dopo aver disputato alcune stagioni in Serie B d'Eccellenza, è costretta a ripartire per problemi economici dalla Serie C2. Da lì in poi è riuscita a risalire le varie categorie fino alla stagione 2007-08, quando è stata promossa in Serie A Dilettanti.
Alla fine della stagione 2008-09 mette in vendita il titolo di Serie A Dilettanti dopo la fusione con la Triboldi Soresina. A seguito della fusione la nuova società ha scelto Cremona come sede.
Il 2 luglio 2009 la Ju.vi. Cremona cede i diritti della Serie A Dilettanti alla neonata società Brescia Basket Leonessa proseguendo la sua attività a livello giovanile.
Nel settembre 2014 una nota famiglia di imprenditori cremonesi, il gruppo Ferraroni, ha rilevato il marchio Ju.Vi. dal precedente proprietario, con l'intenzione di riportare in alto la squadra che, nonostante la lunga pausa societaria, è rimasta nel cuore di moltissimi tifosi della città del Torrazzo. La squadra è ripartita dal Campionato di Promozione Lombardo 2014-2015. Per proseguire nella tradizione societaria, sono stati adottati i colori originali della fondazione, cioè amaranto e oro. Presidente è Ettore Ferraroni, già famoso calciatore della Cremonese.
Al termine del girone d'andata del Campionato di Promozione Lombardo Girone 2 Brescia, la JuVi guidava imbattuta la classifica. Nel girone di ritorno, nonostante tre sconfitte, il giorno 23 aprile battendo la JoKo Sport Izano per 74 a 51 in casa nell'ultima di campionato, si proclama campione e guadagna la promozione in Serie D regionale.
Nella Stagione 2015-16, inserita nel Girone F della Serie D regionale, stabilisce un record, restando imbattuta in tutti e 32 gli incontri: dopo aver dominato il Girone Eliminatorio, vincendo tutte le 26 partite, nei successivi incontri di play-off, elimina via via tutte le pretendenti alla promozione: San Pio X Mantova, Marnatese Basket ed infine l'ABC Lomazzo sempre in soli due incontri. In finale, dopo aver vinto alla Palestra Spettacolo di Cremona sui comaschi per 68 a 44, conclude la propria stagione nel Palazzetto di Cermenate, più capiente rispetto a Lomazzo, vincendo per 53 a 76, venendo promossa così in Serie C regionale, centrando la seconda promozione consecutiva.
Nella stagione 2016-17 è stata inserita nel Girone C della Serie C Silver Regionale dove ha continuato a rimanere imbattuta fino al 4 febbraio 2017 (sconfitta ad Asola per 63 a 68), portando il proprio record a quota 53 vittorie, secondo solo alla serie stabilita in passato dalla Bettinzoli Monticelli Brusati, con 76 incontri senza sconfitte. Al termine della stagione 2016-17, vincendo ad Erba per 67 a 53, la JuVi Ferraroni ha conquistato la terza promozione consecutiva, terminando al primo posto nel proprio girone la stagione regolare e vincendo poi tutti gli incontri di play off, contro Soul Basket Milano, Fluidotecnica Aironi Robbio e Casa della Gioventù Le Bocce Erba, ottenendo così il diritto a disputare il Campionato di Serie C Gold Regionale per la stagione 2017-18.
La stagione 2017-18 si è conclusa con la conquista della quarta promozione consecutiva, questa volta con il ritorno in Serie B. La squadra cremonese si è classificata al primo posto, frutto di 20 vittorie e 4 sconfitte, nel Girone A di Serie C Gold Regionale ottenendo l'ammissione alla Seconda Fase (Poule Promozione) dove si è classificata al secondo posto ed è stata così ammessa, come migliore classificata, ai Playoff Promozione nel Gruppo B, dove in sole due partite ha superato, nei quarti di finale, la Verga Vini Virtus Cermenate (63-44; 63-46), in semifinale la Expo Inox Battaglia Mortara (69-61; 75-62) ed in finale ha battuto in Gara 1 a Cremona  l'Argomm Basket Iseo per 72 a 69; in Gara 2, il 6 giugno 2018, i ragazzi di Gigi Brotto hanno bissato il successo in riva al Sebino vincendo per 81 a 57 conquistando la promozione in Serie B nazionale. 
Come primo acquisto per la stagione 2018-19 la Juvi Cremona ha annunciato l'arrivo dalla Pallacanestro Orzinuovi del forte centro/ala Rudy Valenti, ex-Nazionale. Secondo acquisto di rilievo è il giovane  Giovanni Veronesi, arrivato dalla Germani Brescia.
Al termine della Stagione 2018-19, la JuVi Cremona si è classificata al sesto posto assoluto nel Girone B di Serie B, qualificandosi ai Play Off, perdendo poi contro la Fiorentina Basket Firenze per 1 a 2.
Al termine della stagione 2019-20, Campionato Serie B Girone B, conclusasi anticipatamente a seguito della pandemia di COVID-19, dopo aver annunciato la separazione consensuale con il coach Luigi Brotto (5 campionati e 3 promozioni consecutive), la società ha ingaggiato come allenatore Simone Lottici.

## Cronistoria
| Cronistoria della Ju-Vi Cremona 1952 |
| --- |
| - 1952 · Fondazione del Gruppo Sportivo JuVi con sede a Cremona. - 1952-1954 · Attività a livello amatoriale. - 1954-1955 · in Prima Divisione. - 1955-1957 · Attività a livello amatoriale. - 1957-1958 · in Prima Divisione, promossa in Promozione. - 1958-1959 · in Promozione. - 1959-1960 · in Promozione. - 1960-1961 · in Promozione. - 1961-1962 · in Promozione, promossa in Serie B. - 1962-1963 · in Serie B. - 1963 · Diventa Pallacanestro Cremona. - 1963-1964 · in Serie B, retrocessa in Serie C, rinuncia all'iscrizione alla stagione successiva. - 1964-1965 · Nessuna attività. - 1965 · Diventa JuVi Cremona, ammessa in Promozione. - 1965-1966 · in Promozione. - 1966 · Ammessa in Serie D. - 1966-1967 · in Serie D, promossa in Serie C. - 1967-1968 · 9ª nel girone A di Serie C. - 1968-1969 · 8ª nel girone A di Serie C. - 1969-1970 · 11ª nel girone A di Serie C, retrocessa in Serie D poi ripescata. - 1970-1971 · 1ª nel girone A di Serie C, promossa in Serie B. - 1971-1972 · 8ª nel girone A di Serie B. - 1972-1973 · 5ª nel girone A di Serie B. - 1973-1974 · 4ª nel girone A di Serie B. - 1974-1975 · 1ª nel girone C di prima fase e 1ª nel girone C di seconda fase di Serie B, 2ª nel girone A della fase finale. - 1975-1976 · 1ª nel girone B di prima fase e 3ª nel girone B di seconda fase di Serie B, 3ª nel girone A della poule A2. - 1976-1977 · 5ª nel girone B di Serie B. - 1977-1978 · 6ª nel girone A di Serie B, salva dopo aver disputato la poule B. - 1978-1979 · 4ª nel girone B di Serie B, 8ª nel girone A della poule promozione. - 1979-1980 · 4ª nel girone B di Serie B, 8ª nel girone A della poule promozione. - 1980-1981 · 4ª nel girone B di Serie B, 8ª nel girone A della poule promozione. - 1981-1982 · 12ª nel girone A di Serie B. - 1982-1983 · 13ª nel girone A di Serie B, retrocessa in Serie C. - 1983-1984 · in Serie C. - 1984-1985 · in Serie C. - 1985-1986 · in Serie C, promossa in Serie B d'Eccellenza. - 1986-1987 · 14ª in Serie B d'Eccellenza, retrocessa in Serie B2. - 1987-1988 · in Serie B2. - 1988-1989 · in Serie B2. - 1989-1990 · in Serie B2. - 1990-1991 · in Serie B2. - 1991-1992 · in Serie B2. - 1992-1993 · in Serie B2, promossa in Serie B d'Eccellenza. - 1993-1994 · 14ª in Serie B d'Eccellenza. - 1994-1995 · 7ª nel girone A di Serie B d'Eccellenza, 1ª nel girone 3 di poule retrocessione. - 1995-1996 · 11ª nel girone A di Serie B d'Eccellenza, 4ª nel girone 2 di poule retrocessione, non si iscrive alla stagione successiva. - 1996 · Rifondazione come G.S. Basket Juvi '96, ammessa in Serie C2. - 1996-1997 · in Serie C2. - 1997-1998 · in Serie C2. - 1998-1999 · in Serie C2. - 1999-2000 · in Serie C2, promossa in Serie C1. - 2000-2001 · in Serie C1. - 2001-2002 · in Serie C1. - 2002-2003 · in Serie C1. - 2003-2004 · in Serie C1. - 2004-2005 · in Serie C1. - 2005-2006 · in Serie C1. - 2006-2007 · in Serie C1, vince i play-off promozione, promossa in Serie B2. - 2007 · Fusione con il Cremona Basket, diventa Juvi Cremona Basket. - 2007-2008 · in Serie B2, promossa in Serie A Dilettanti. - 2008-2009 · 11ª nel girone A di Serie A Dilettanti, vince i play-out, cessione del titolo sportivo al Basket Brescia Leonessa. - 2009-2014 · Attività a livello giovanile. - 2014 · Diventa Ju.Vi. Cremona Basket 1952, ammessa in Promozione. - 2014-2015 · 1ª nel girone 2 Brescia di Promozione, promossa in Serie D. - 2015-2016 · 1ª nel girone F di Serie D, vince i play-off promozione, promossa in Serie C Silver. - 2016-2017 · 1ª nel girone C di Serie C Silver, vince i play-off promozione, promossa in Serie C Gold. - 2017-2018 · 1ª nel girone C di Serie C Gold, vince i play-off promozione, promossa in Serie B. - 2018-2019 · 6ª nel girone B di Serie B, quarti di finale play-off promozione. - 2019-2020 · nel girone B di Serie B, campionato sospeso. - 2020-2021 · 5ª nel girone B di Serie B. - 2021-2022 · 2ª nel girone B di Serie B, vince i play-off promozione, promossa in Serie A2. - 2022-2023 · 13ª nel girone verde di Serie A2, salva nel girone salvezza. - 2023-2024 · 6ª nel girone verde di Serie A2, quarti di finale play-off promozione. - 2024-2025 · 16ª in Serie A2, salva dopo i play-out. |

## Sponsor e colori sociali
Nel corso degli anni, la Ju-Vi ha adottato colori di maglia diversi in funzione del naming sponsor.
| Anno      | Nome club                              | Main sponsor                        | colori           |
| --------- | -------------------------------------- | ----------------------------------- | ---------------- |
| 1952-1954 | Gruppo Sportivo Ju-Vi                  |                                     | oro-amaranto     |
| 1954-1955 | Ju-Vi Fulmine                          | Fulmine delle Calze                 | bianco-rosso     |
| 1957-1959 | Ju-Vi China Binda                      | Ferro China - Binda                 |                  |
| 1960-1961 | Ju-Vi Foto Botti                       | Foto Botti                          | bianco-rosso     |
| 1963-1966 | Pallacanestro Cremona                  |                                     | grigio-rosso     |
| 1966-1968 | Ju-Vi Vergani                          | Vergani Spa                         | bianco-rosso     |
| 1969-1975 | Ju-Vi CBM                              | Officine Metalmeccaniche CBM        | giallo-blu       |
| 1975-1978 | Ju-Vi                                  |                                     | bianco-verde     |
| 1978-1980 | Ju-Vi Sperlari                         | Sperlari                            | bianco-rosso-blu |
| 1981-1984 | Ju-Vi Nike                             | Salumificio Nike                    | giallo-nero      |
| 1984-1985 | Ju-Vi Il Porcellino Rosa               | Il Porcellino Rosa                  | rosa-nero        |
| 1985-1986 | Ju-Vi Cantine Manini                   | Cantine Minini                      | bianco-rosso     |
| 1986-1987 | Ju-Vi Pasta La Mediterranea            | Cooperativa Lomellinese Cerealicola | bianco-rosso     |
| 1987-1993 | Ju-Vi Tamoil                           | Tamoil                              | bianco-azzurro   |
| 1993-1994 | Ju-Vi Miglioli                         | Salumificio Miglioli                | bianco-azzurro   |
| 1994-1995 | Ju-Vi Ocrim                            | Ocrim                               | bianco-rosso     |
| 1995-1996 | Ju-Vi Golosino Kraft                   | Kraft                               | bianco-rosso     |
| 1996-1997 | G.S. Basket Ju-Vi '96 Sorini Parmasoia | Sorini                              | bianco-rosso     |
| 1997-2007 | Ju-Vi '96 Sorini                       | Sorini                              | bianco-rosso     |
| 2007-2008 | Ju-Vi Cremona Basket Rossini's         | Rossini's                           | grigio-rosso     |
| 2008-2009 | Ju-Vi Witor's                          | Witor's                             | bianco-rosso     |
| 2015-     | Ferraroni Ju-Vi Cremona                | Ferraroni Mangimi                   | oro-amaranto     |

## Impianti di gioco
- 1958-1980: Palestra Spettacolo, via Postumia (Cremona)
- 1980-2009: Palasport Mario Radi, piazza Zelioli Lanzini (Cremona)
- 2014-2019: Palestra Spettacolo, via Postumia (Cremona)
- 2019- : Palasport Mario Radi, piazza Zelioli Lanzini (Cremona)

## Allenatori e presidenti
- Luigi Bonali (1952-1955)
- Mario Radi (1955-1966)
- Alfredo Zavoli (1966)
- Nino De Mattei (1966-1968)
- Guido Cabrini (1968-1970, 1974 e 1991-1994)
- Gigi Santini (1970)
- Paolo Viganò (1970-1971)
- Sergio Curinga (1971-1974)
- Mario De Sisti (1974-1975)
- Renzo Righi (1975-1977)
- Franco Devetag (1977)
- Pierluigi Santini (1977-1980)
- Maurizio Mondoni (1980-1981)
- Lino Bruni (1981-1982)
- Franco Romani (1982-1987)
- Massimo Talamazzi (1987-1991)
- Fabio Fossati (1994-1996)
- Maurizio Tallone (1996-)
- Gianfranco Farina (1997 e 2000-2001)
- Stefano Sangalli (1997-1998)
- Dario Adami (2007-2009)
- Adriano Furlani (2009)
- Gigi Brotto (2015-2020)
- Simone Lottici (2020)
- Alessandro Crotti (2020-2023)
- Paolo Moretti (2023-2023)
- Luca Bechi (2023-attuale)

- Gianfranco Tonelli (1953-1955)
- Alessandro Ronca (1955-)
- Romano Bussi (1965-1969)
- Carlo Busatti (1969-1975)
- Luciano Grandi (1975-1977)
- Giovanni Scheda (1977-1978)
- Gigi Piacenza (1978-1982)
- Fabio Cabrini (1982-1987)
- Arturo De Filippi (1987-1991)
- Daniele Giommi (1991-1996)
- Roberto Martinelli (1996-2007)
- Matteo Bonetti (2007-2009)
- Ettore Giovanni Ferraroni (2015-2021)
- Enrico Ferraroni (2021-attuale)

## Squadre storiche
Nella storia della Ju-Vi ci sono state stagioni indimenticabili i cui protagonisti sono rimasti nella memoria dei tifosi. 

### La prima Ju-Vi "A" Juniores interregionale vice-campione nazionale 1952/1953
Coach: Luigi Bonali
| # | Giocatore            |
| - | -------------------- |
|   | Alessandro Guarneri  |
|   | Gianluigi Zambelloni |
|   | Mario Radi           |
|   | Dario Grignani       |
|   | Gianfranco Tonelli   |
|   | Romano Bussi         |
|   | Alessandro Ronca     |
|   | Vittorio Balzarini   |
|   | Daniele Arvedi       |

### La Ju-Vi CBM vice-campione di Serie B 1974/1975
Coach: Mario De Sisti
| # | Giocatore          | Ruolo | Arrivo    |
| - | ------------------ | ----- | --------- |
|   | Angelo Baiguera    | P-G   |           |
|   | Mario Zorzenon     | C     | 1974/1975 |
|   | Mauro Colonnello   | A     | 1974/1975 |
|   | Euclide Insogna    | P     | 1974/1975 |
|   | Stefano Andreani   | A-C   |           |
|   | Angelo Crocitti    | A     | 1974/1975 |
|   | Filippo Taccola    | A-C   |           |
|   | Luigi Longo        | P-G   | 1974/1975 |
|   | Tullio Magnani     | P     | 1974/1975 |
|   | Raffaele Rastelli  | G     | 1974/1975 |
|   | Giorgio Andrusiani | C     | 1974/1975 |

### La Ferraroni Ju-Vi Cremona campione di Serie B 2021/2022
Coach: Alessandro Crotti
| #  | Giocatore           | Ruolo | Altezza | Data di nascita | Arrivo        |
| -- | ------------------- | ----- | ------- | --------------- | ------------- |
| 1  | Manuel Di Meco      | A-C   | 202 cm  | 22/03/1997      | maggio 2022   |
| 3  | Niccolò De Martin   | A     | 201 cm  | 27/07/2022      | 2020/2021     |
| 5  | Marko Milovanovic   | G     | 196 cm  | 18/01/2002      | 2019/2020     |
| 6  | Marco Bona          | G-A   | 190 cm  | 28/02/1989      | 2017/2018     |
| 7  | Ferdinando Nasello  | A-C   | 195 cm  | 15/01/1995      | 2021/2022     |
| 9  | Matteo Tonello      | G     | 193 cm  | 27/06/2002      | 2021/2022     |
| 12 | Elvis Vacchelli (C) | P     | 175 cm  | 17/12/1990      | 2016/2017     |
| 15 | Niccolò Giulietti   | A     | 196 cm  | 26/11/2001      | 2020/2021     |
| 16 | Andrea Sipala       | A-C   | 198 cm  | 23/04/1995      | novembre 2021 |
| 17 | Jacopo Preti        | A-C   | 199 cm  | 04/05/1994      | 2021/2022     |
| 25 | Enrico Gobbato      | A     | 193 cm  | 24/07/1998      | 2021/2022     |

## Roster 2024-2025
Aggiornato al 30 aprile 2025.
|    | Naz.                   | Ruolo | Sportivo            | Anno | Alt. | Peso |  |
| -- | ---------------------- | ----- | ------------------- | ---- | ---- | ---- |  |
| 5  | Italia (bandiera)      | G     | Giovanni Galantini  | 2005 | 190  | 90   |  |
| 6  | Italia (bandiera)      | P     | Alfonso Zampogna    | 2000 | 186  | 75   |  |
| 8  | Italia (bandiera)      | P     | Gianmarco Bertetti  | 2001 | 177  | 71   |  |
| 9  | Italia (bandiera)      | C     | Enrico Frigerio     | 2005 | 205  | 80   |  |
| 10 | Stati Uniti (bandiera) | G     | Eddy Polanco        | 1994 | 193  | 88   |  |
| 14 | Italia (bandiera)      | A     | Andrea La Torre     | 1997 | 204  | 91   |  |
| 16 | Italia (bandiera)      | C     | Simone Barbante     | 1999 | 211  | 95   |  |
| 18 | Italia (bandiera)      | A     | Carmine Caporaso    | 2006 | 190  | 95   |  |
| 20 | Italia (bandiera)      | A     | Lorenzo Tortù       | 1993 | 202  | 95   |  |
| 22 | Italia (bandiera)      | PG    | Federico Massone    | 1998 | 191  | 75   |  |
| 33 | Stati Uniti (bandiera) | PG    | Eric Washington     | 1993 | 183  | 102  |  |
| 35 | Lettonia (bandiera)    | G     | Kristaps Ķilps      | 2001 | 196  | 87   |  |
| 36 | Italia (bandiera)      | AC    | Alessandro Morgillo | 1999 | 204  | 92   |  |
| 45 | Italia (bandiera)      | A     | Yannick Giombini    | 2001 | 201  | 95   |  |

### Staff tecnico
- Allenatore:  Luca Bechi
- Vice-Allenatore:  Danilo Quaglia
- Vice-Allenatore:  Mattia Costa
- Preparatore atletico:  Giuseppe Lopetuso
- Fisioterapista:  Andrea Cicognini
- Fisioterapista:  Andrea D'Auria
- Dottore:  Dott. Moreno Porcari

- Presidente:  Enrico Ferraroni
- General Manager:  Mattia Barcella
- Direttore Sportivo:  Marco Abbiati
- Team Manager:  Nicolàs Panizza
- Marketing & Comunication:  Matteo Ferraroni,  Matteo Balzarini
- Segreteria & Ticketing:  Giovanna Monica Cortellazzi Baetta

## Tifoseria, gemellaggi e rivalità
I tifosi juvini hanno stretti legami con quelli dell'Unione Sportiva Cremonese, con relativi rapporti di amicizia.
Forti le rivalità con Vanoli Cremona, Vigevano e Rimini.